# Nawfel Zerhouni
Nawfel Zerhouni (en arabe : نوفل الزرهوني), né le 14 septembre 1995 à Casablanca (Maroc) est un footballeur international marocain qui évolue au poste d'attaquant au Al-Ittihad Tripoli.
Il commence sa carrière footballistique en rejoignant le centre de formation du Raja Club Athletic au Complexe Oasis alors qu'il est âgé de 10 ans. En 2015, il intègre l'équipe première mais ne s'impose pas et part en prêt au Youssoufia Berrechid. L'année suivante, il signe au RC d'Oued Zem où il remporte le Championnat d deuxième division 2016-2017. Il est ensuite recruté par le Fath Union Sports où il jouera pendant quatre années et demi. En 2022, s'envole en Arabie saoudite pour signer avec à Al-Hazm. En janvier 2023, il retourne finalement au Raja CA avec qui il remporte en 2024 le doublé coupe-championnat en restant invaincu, fait inédit dans l'histoire du football marocain.

## Biographie

### En club
Nawfel Zerhouni naît le né le 14 septembre 1995 à Casablanca au Maroc, et intègre très jeune l'académie du Raja Club Athletic.
En 2015, il atteint l'équipe A, alors en pleine crise après des éliminations en Ligue des champions et en Coupe de la confédération,. José Romão est limogé avant la fin de la saison et l'intérimaire Fathi Jamal offre à Zerhouni ses premières minutes en pro. Le 10 mai 2015, il fait ses débuts et dispute 90 minutes contre CR Al Hoceima (défaite 2-1). Il jouera deux autres matchs contre le RS Berkane et CA Khenifra. Le Raja finit le championnat avec une seule victoire engrangée lors des treize dernières journées, et clôture, avec une huitième place, l'une des pires saisons de son histoire.
Durant l'été 2015, il est prêté au Youssoufia Berrechid pour une saison. En 2016, il rejoint le Rapide Club d'Oued Zem où il devient décisif dans le dispositif de l'entraîneur Mohamed Bekkari et remporte le Championnat de deuxième division 2016-2017.
En juillet 2017, il rallie le Fath Union Sports et participe au Championnat arabe des clubs 2017. Après quatre saisons et demi avec les Fussistes, il s'envole en Arabie saoudite pour signer un contrat d'un an et demi à Al-Hazm alors qu'il était pendant longtemps lié au Raja CA.
Le 23 janvier 2023, le Raja Club Athletic annonce la venue de Nawfel Zerhouni qui paraphe un contrat de prêt d'une durée de six mois.
Le 22 février, il fait sa première apparition avec le maillot vert contre l'US Touarga en championnat. Le 26 février, au titre de la troisième journée de la phase des groupes de la Ligue des champions contre le Horoya AC, il marque son premier but et permet au Raja d"assurer sa troisième victoire consécutive des poules (2-0).
Le 28 décembre, il inscrit le premier triplé de sa carrière contre l'Ittihad de Tanger en championnat (victoire 6-1).
Le 15 juillet 2023 au Complexe sportif Moulay-Abdallah, le Raja dispute la finale de la Coupe du trône face à la RS Berkane, qui remporte ce match en prolongations après l'expulsion précoce de Marouane Hadhoudi et un pénalty annulé par la VAR (1-0),.
La saison 2023-2024 voit le Raja réaliser un exploit historique en remportant le doublé coupe-championnat sans aucune défaite. Les Verts ont pourchassé l'AS FAR depuis le début de la saison jusqu'à la 29e journée quand Adam Ennafati marque le coup franc décisif à la dernière minute contre le Wydad et les propulse à la tête du classement. Le 14 juin 2024, le club s'assure le titre en s'imposant face au Mouloudia d'Oujda (0-3) et bat également le record des points avec 72 unités. Le 1er juillet, le Raja enchaîne avec une quatorzième victoire de suite en battant l'AS FAR encore une fois en finale de la Coupe du trône pour s'assurer le troisième doublé de son histoire.    

### En sélection
En octobre 2018, il est convoqué par Jamal Sellami avec l'équipe du Maroc A', pour deux matchs amicaux en Espagne. Lors de ce stage, Nawfel Zerhouni marque un but.
En octobre 2020, le joueur est testé positif au COVID-19 et déclare forfait pour un rassemblement avec le Maroc A', pour deux matchs de préparation face au Mali A' et le Niger A'.
Mi-janvier 2021, il figure tout-de-même sur la liste définitive de l'équipe du Maroc A' pour prendre part au championnat d'Afrique, sous les commandes de l'entraîneur Houcine Ammouta. Nawfel Zerhouni est titularisé lors du deuxième match face au Rwanda A'. Il cède sa place à Noah Sadaoui à la 76e minute (match nul, 0-0). Il finit par remporter la compétition internationale après une victoire face à l'équipe du Mali A' sur une victoire de 2-0.

## Palmarès

### En club
Raja Club Athletic
- Botola Pro (1) :
  - Champion : 2023-2024
- Coupe du Trône (1) :
  - Vainqueur : 2024
  - Finaliste : 2022.

 Rapide Oued Zem
- Botola Pro2 (1) :
  - Champion : 2016-2017.

### En sélection
Maroc A'
- Championnat d'Afrique des nations (CHAN)
  - Vainqueur : 2021